# Tullynally Castle

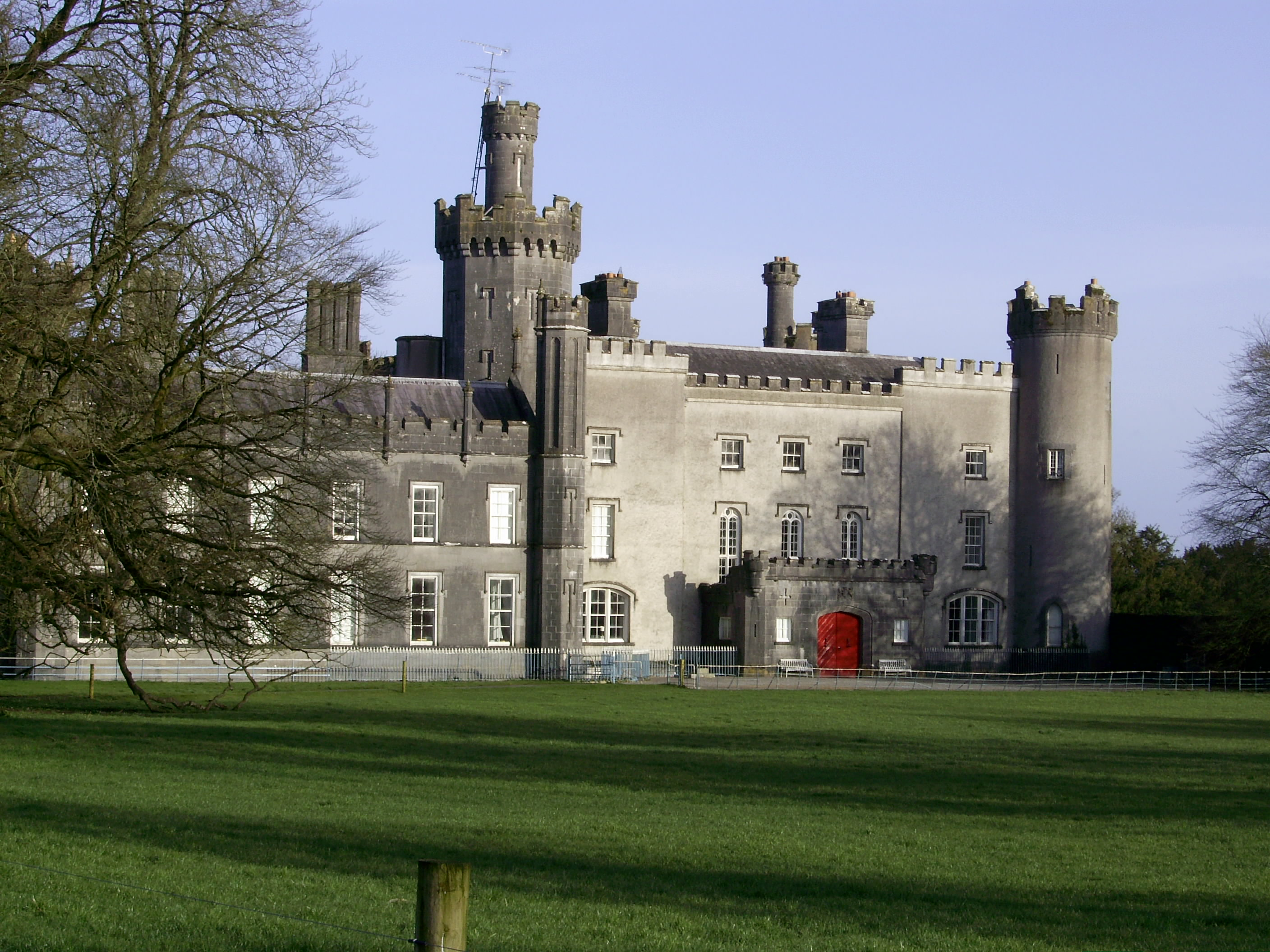
Tullynally Castle, bei Castlepollard, auch Pakenham Hall genannt

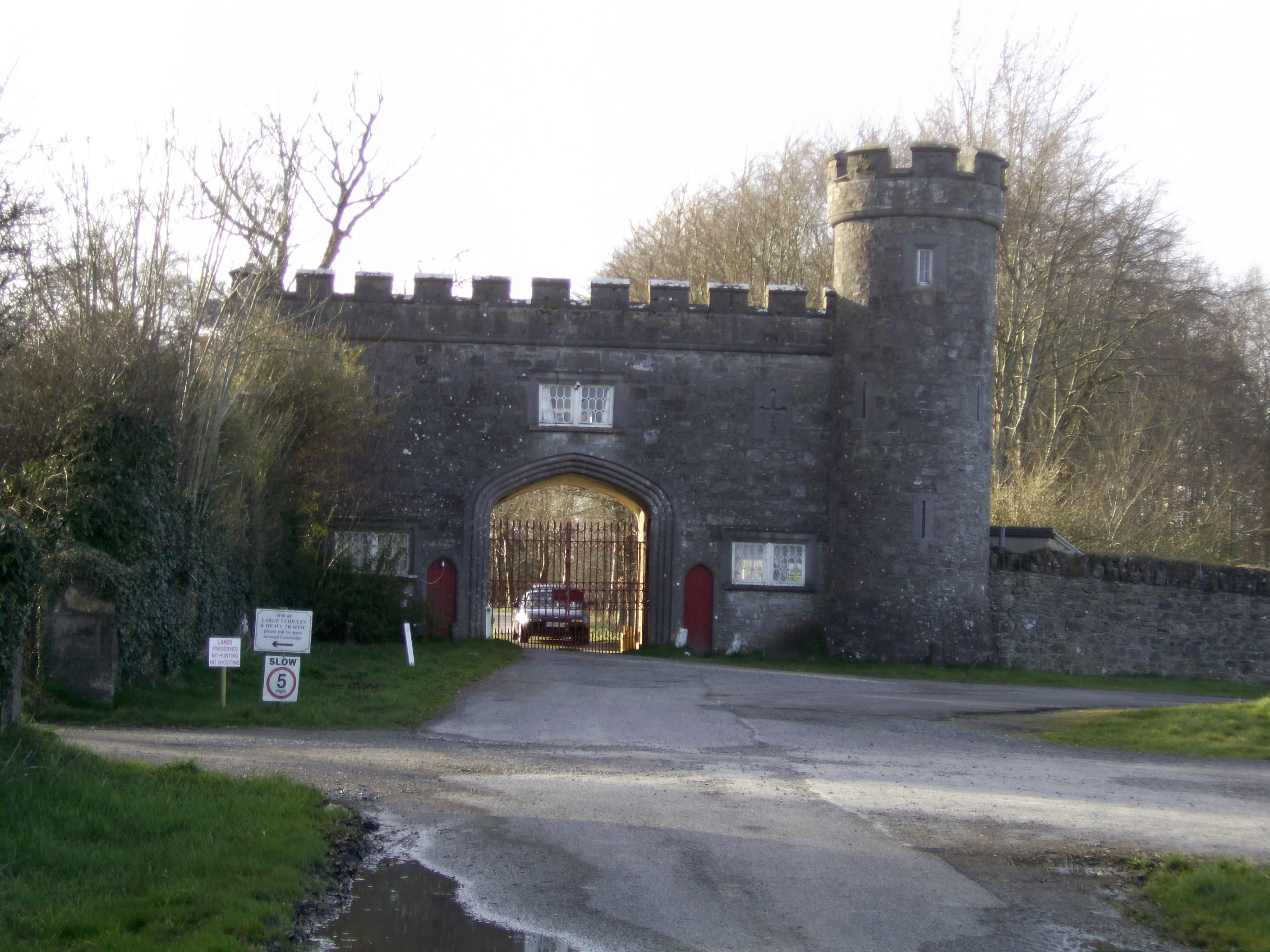
Eingang zum Landhaus

Tullynally Castle (auch Pakenham Hall, irisch Caisleán Thulaigh an Eallaigh) ist ein Landhaus etwa 2 km entfernt von Castlepollard im irischen County Westmeath. Das Gebäude im neugotischen Stil hat über 120 Zimmer und war über 350 Jahre lang der Sitz der Familie Pakenham (heute Earls of Longford).
Das Haus ist von 4,8 Hektar Parkland und Gärten umgeben, darunter ein lichter Waldgarten und eingefriedete Gärten, die Anfang des 19. Jahrhunderts mit einer Kalksteinhöhle und Zierseen angelegt wurden. Im 21. Jahrhundert wurden ein chinesischer Garten mit einer Pagode und ein tibetanischer Garten mit Wasserfällen und Wasserläufen hinzugefügt.
Der Eingang zum Anwesen von der Straße aus befindet sich 1,5 km außerhalb von Castlepollard an der Straße nach Granard, 20 km entfernt von Mullingar und 80 km entfernt von Dublin über die Nationalstraßen N4 oder N3. Das Anwesen ist von April bis September öffentlich zugänglich.

## Geschichte
1665 erhielt Henry Pakenham, ein Captain der parlamentaristischen Dragoner, Ländereien als Ausgleich für ausstehende Zahlungen, worin auch Tullynally enthalten war. Sein Enkel, Thomas Pakenham, wurde 1756 zum 1. Baron Longford erhoben. Thomas’ Enkel, ein weiterer Thomas und 3. Baron Longford, erbte 1794 auch den höheren Adelstitel des 2. Earl of Longford von seiner Großmutter, der Countess of Longford.
Der 2. Earl ließ das Haus aus dem 17. Jahrhundert Anfang der 1800er-Jahre in neugotischem Stil umgestalten, Türme und einen Graben hinzufügen. Das Ergebnis war ein Haus, das zu seiner Zeit größer als jedes andere, mit Zinnen versehene Haus in Irland war. Seit dieser Zeit wurde das Anwesen in der Familie Pakenham bis zum heutigen 8. Earl weitervererbt. Es ist heute das größte Haus in privater Hand in Irland.
Der General der British Army, Sir Edward Pakenham, GCB, wurde in diesem Landhaus geboren und ist dort aufgewachsen. Seine ältere Schwester Kitty heiratete 1806 Arthur Wellesley, der später zum Duke of Wellington erhoben wurde.